# Яковлева, Диана Алексеевна
Диа́на Алексе́евна Я́ковлева (род. 13 апреля 1988, Москва, СССР) — российская фехтовальщица, призёр чемпионатов мира и Европы. Мастер спорта международного класса.

## Карьера
Победительница Универсиады 2013 в командной рапире и обладательница бронзы в индивидуальном зачёте. Двукратный призёр чемпионатов мира и Европы. Чемпионка Европейских игр 2015 в составе команды.
В 2016 году на этапе серии Гран-при заняла третье место.
Ученица тренера Михаила Золотарёва.

## Образование
Выпускница ГЦОЛИФКа.